# Polystichopsis villosa
Polystichopsis villosa là một loài dương xỉ trong họ Dryopteridaceae. Loài này được Christenh. mô tả khoa học đầu tiên năm 2009.
Danh pháp khoa học của loài này chưa được làm sáng tỏ. 